# Schaafbank

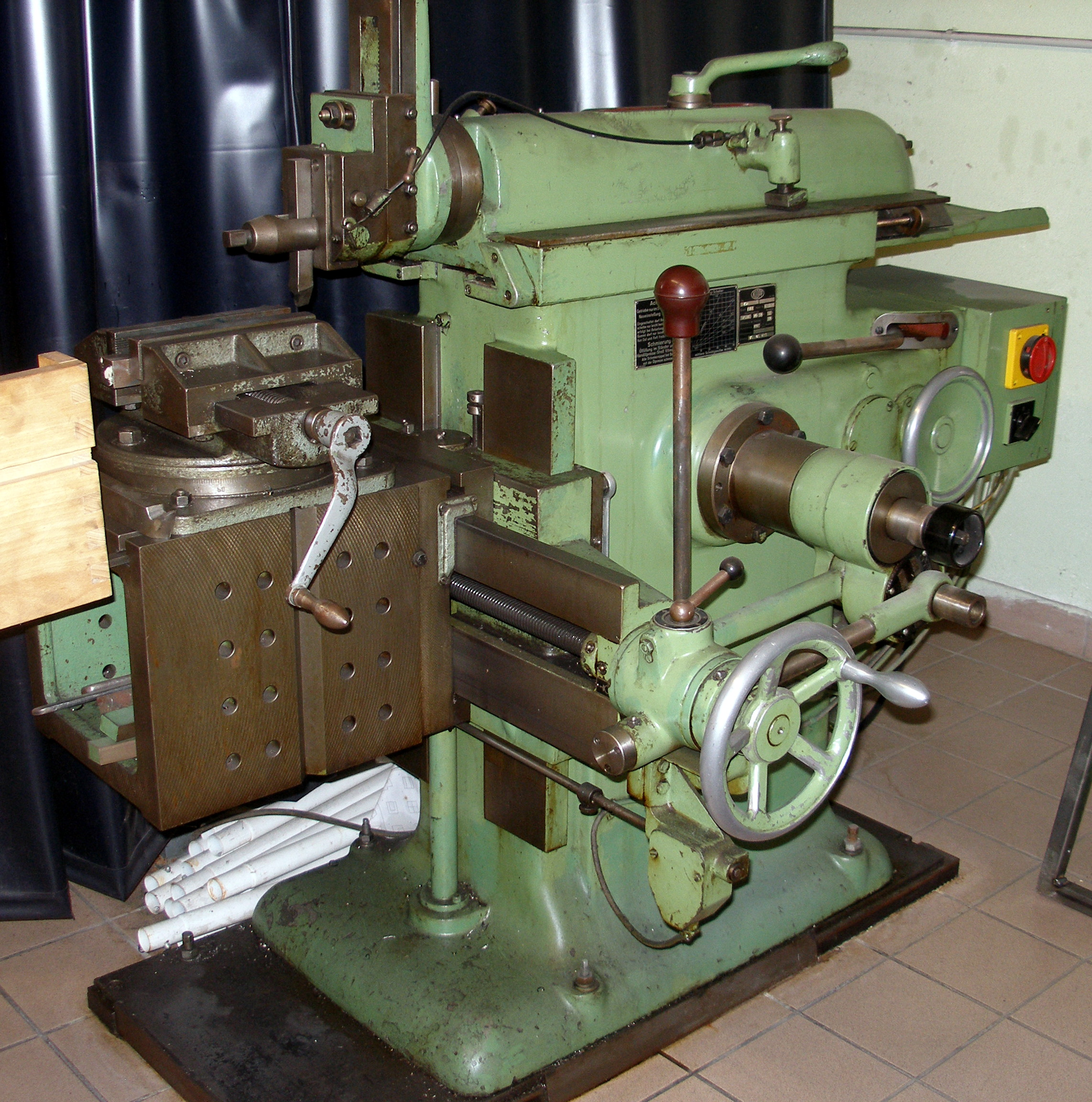
Horizontale schaafbank

Een schaafbank voor de metaalbewerking is een machine waarbij een beitel in een rechte lijn heen en weer wordt bewogen. Het werkstuk wordt na iedere slag een klein stukje zijwaarts of opwaarts verschoven.
Deze machine wordt gebruikt om bijvoorbeeld een spiebaan in de as-opening van een tandwiel te maken.